# Mamadou Sy
Mamadou Sy (Parigi, 28 luglio 1985) è un cestista francese con cittadinanza maliana.

## Carriera
Con il Mali ha disputato i Campionati africani del 2011.